# Amplectobelua
Amplectobelua (лат. , «охватывающий зверь») — род вымерших членистоногих из класса динокарид, единственный в семействе Amplectobeluidae. Ископаемые остатки представителей рода найдены в отложениях нижнего кембрия.

## Строение
Amplectobelua обладали парой головных хватательных членистых придатков и большими глазами и были лишены ног. Туловищные сегменты несли ряд боковых лопастей. От динокарид близкого рода Anomalocaris представители Amplectobelua отличались меньшими размерами тела и строением хватательных конечностей: парные отростки четвёртого членика были укрупнены и противопоставлены концу конечности — структура, напоминающая клешни современных ракообразных. У Amplectobelua stephenensis отросток был особенно крупным, тогда как отростки на дистальной части конечности подверглись редукции. Средняя пара лопастей была сильно удлинена и преобразована в фурку[уточнить].

## Классификация
В род включают 2 вымерших вида:
- Amplectobelua symbrachiata Hou, Bergström & Ahlberg, 1995 — сланцев Бёрджес (Британская Колумбия, Канада), известен по полным экземплярам
- Amplectobelua stephenensis Daley & Budd, 2010 — сланцев Маотяньшань (Юньнань, Китай)[2], известен по отдельным хватательным конечностям